# Marien Ngouabi
Marien Ngouabi (Obando, República del Congo, 31 de desembre de 1938 - Brazzaville, República del Congo, 18 de març de 1977) va ser el president de la República del Congo des de l'1 de gener de 1969 fins a el 18 de març de 1977.

## Trajectòria
Marien Ngouabi va néixer el 1938 a Ombellé, departament Cuvette, en territori Mboshi. La seva família era d'origen humil. De 1947 a 1953 va assistir a l'escola primària a Ovando (capital del departament Cuvette). El 1953 va ingressar a l'École des Enfants de troupes Général Leclerc (a Brazzaville) i el 1957 va ser enviat a Bouar (Oubangui-Chari), actualment a la República Centreafricana.
Després de servir al Camerun (entre 1958 i 1960), Ngouabi va anar a l'Ecole Militaire préparatoire (Escola Militar Preparatòria) a Estrasburg (França), i el 1961 a l'Ecole Inter-armis (en Coëtquidan Saint-Cyr). El 1962 va tornar al Congo com a sotstinent i va estar destinat a la guarnició Pointe-Noire. El 1963 Marien Ngouabi va ser ascendit a Tinent.
La consolidació del poder de Ngouabi es va enfrontar a múltiples intents de desestabilització. Al febrer de 1969, reorganitza l'Exèrcit i crea una Cort de Justícia Revolucionària, responsable de jutjar als que han dut a terme activitats perjudicials per al bon funcionament de l'MNR des de 1963. Uns dies més tard, Mouzabakani, sospitós de planejar un cop, és arrestat. en companyia d'altres oficials. El 1973 hi va haver un altre intent fallit de cop d'Estat, pel que va ser acusat d'implicació Pascal Lissouba, i arrestat.
El centralisme burocràtic, la repressió i el "comunisme" de l'aparell de partit-estat, l'orientació tribalista de l'nguabi cap mboshi i immigrants de la Cuvette van crear oposició en el propi Partit Comunista, especialment en la seva organització juvenil. A la tardor de 1971, van començar les vagues d'estudiants i escolars de Brazzaville i Pointe Noire, severament reprimides per les autoritats. La situació al país va ser severament desestabilitzada. En una reunió plenària especial convocada del Comitè Central del CPT, un grup de figures influents es va oposar a el líder d'al país: els ex primers ministres Ambroise Numazalai i Alfred Raul, l'ex ministre Bernard Combo-Matsiona, vicepresident, membre del buró polític del CPT i cap de la Direcció Política de l'Exèrcit Ange Diavara.y diversos altres. No obstant això, Nguabi va mantenir el control de la situació, confiant en el suport del Cap d'Estat Major de l'Exèrcit, Joaquim Yombi-Opango, i el seu adjunt Denis Sassu-Nguesso.
A principis de març de 1977, Ngouabi va rebre una carta del seu predecessor, Alphonse Massamba-Debat. Aquest li aconsellava que renunciés, perquè així ho requeria la gravetat de la situació del país.7 El 3 de març, Ngouabi va rebre en audiència l'expresident i la seva dona. Uns dies més tard, en una reunió pública organitzada per la URMC, va carregar contra l'imperialisme francès, a què va acusar com a responsable de les dificultats econòmiques del Congo. També va dir: «Quan el teu país està brut i li falta una pau duradora, no pots aconseguir la seva neteja i la seva unitat més que rentant amb la teva sang».